# اشبرن (جورجیا)
اشبرن، جورجیا (به انگلیسی: Ashburn, Georgia) یک شهر در ایالات متحده آمریکا با جمعیت ۴٬۱۵۲ نفر است که در جورجیا واقع شده‌است.